# Tadeusz Antoni Skinder
Tadeusz Antoni Skinder (ur. 20 czerwca 1897 w Kotielnikowo, zm. 28 stycznia 1952 w Iscoyd Park) – pułkownik dyplomowany piechoty Wojska Polskiego, działacz niepodległościowy, kawaler Orderu Virtuti Militari. 

## Życiorys
Urodził się 20 czerwca 1897 w Kotielnikowo na Kaukazie jako syn Wacława (1861–1935) i Marii z Dudzińskch (1862–1944). Matka polonistka, ojciec pochodził z Kojdanowa, zatrudniony był w kolejach rosyjskich jako urzędnik. Miał dwóch młodszych braci: Bolesława (1899–1920), podchorążego jazdy tatarskiej i Jerzego Stefana (1902–1940), rotmistrza 19 pułku ułanów, zamordowanego przez NKWD w Charkowie.
Tadeusz wraz z rodziną wyjechał do Warszawy gdzie uczęszczał do Gimnazjum im. Staszica. Uczęszczając do gimnazjum był harcerzem 16 Warszawskiej Drużyny Harcerskiej im. Zawiszy Czarnego. W grudnia 1914 był uczniem Wolnej Szkoły Wojskowej.
W sierpniu 1915 wstąpił do batalionu warszawskiego POW, z którym wymaszerował do I Brygady Legionów Polskich. Do grudnia tego roku służył w 5 pułk piechoty, po czym został skierowany do działalności konspiracyjnej w szeregach Polskiej Organizacji Wojskowej. Do listopada 1917 był komendantem obwodu sierpeckiego w Okręgu VI POW, następnie instruktorem Szkoły Podoficerskiej Obwodu Ia POW. Od 1 listopada 1918 pełnił funkcję komendanta Oddziałów Kurierskich przy Komendzie Naczelnej III POW, a od 15 grudnia tego roku kierownika wywiadu przy XI Okręgu POW i komendanta Obwodu Wilno POW.
Uczestniczył w walkach o Wilno stoczonych przez polskie ochotnicze oddziały samoobrony wileńskiej, po zakończeniu walk został  awansowany na stopień sierżanta. W styczniu 1919 otrzymał funkcję dowódcy plutonu 1 kompanii mińskiego pułku strzelców (późniejszego 86 pułku piechoty). Brał udział w walkach, odznaczył się podczas obrony Słonima, za co awansowano go do stopnia podchorążego. Od 3 lipca do 1 listopada 1919 był uczniem 15. klasy Szkoły Podchorążych w Warszawie. 9 grudnia 1919 został mianowany z dniem 1 grudnia 1919 podporucznikiem. Uczestniczył w wojnie z bolszewikami.
Po zakończeniu działań wojennych pozostał w wojsku jako oficer zawodowy i kontynuował służbę w 86 pp. W 1921 w Wilnie zdał eksternistycznie egzamin dojrzałości. W październiku 1922 został odkomenderowany do Oficerskiej Szkoły Topografów w charakterze słuchacza. 1 grudnia 1924 prezydent RP nadał mu stopień kapitana z dniem 15 sierpnia 1924 i 416. lokatą w korpusie oficerów piechoty. Z dniem 1 stycznia 1925 został przydzielony do Szkoły Podchorążych Piechoty w Warszawie na stanowisko wykładowcy terenoznawstwa. W listopadzie 1925 został przeniesiony do korpusu oficerów geografów z równoczesnym wcieleniem do Wojskowego Instytutu Geograficznego i pozostawieniem na dotychczasowym stanowisku. 1 marca 1926 został przydzielony ze Szkoły Podchorążych Piechoty do WIG. W sierpniu tego roku został przeniesiony do korpusu oficerów piechoty z równoczesnym wcieleniem do 57 pułku piechoty w Poznaniu. 2 listopada 1927, po „złożeniu egzaminu wstępnego z dobrym postępem i odbyciu przepisanego stażu liniowego”, został przydzielony do Wyższej Szkoły Wojennej w Warszawie na kurs 1927/29 z równoczesnym przeniesieniem do kadry oficerów piechoty.
W sierpniu 1929, po ukończeniu kursu i otrzymaniu dyplomu naukowego oficera dyplomowanego, został przeniesiony do Dowództwa Korpusu Ochrony Pogranicza w Warszawie. Początkowo pełnił służbę jako kierownik Referatu Operacyjnego, a od 1 marca 1930 szef Oddziału Wyszkolenia. W 1931 objął kierownictwo Samodzielnego Referatu Wywiadowczego Dowództwa KOP. 18 grudnia 1931 prezydent RP nadał mu z dniem 1 stycznia 1932 stopień majora w korpusie oficerów piechoty i 34. lokatą. Z dniem 15 lutego 1932 został wyznaczony na stanowisko szefa Oddziału Służby Granicznej Dowództwa KOP, a w październiku 1933 szefem Szefostwa Wywiadu KOP, które wyłączono ze struktur Dowództwa KOP. Od 15 września 1937 odbywał staż w 57 pułku piechoty w Poznaniu na stanowisku dowódcy III batalionu. Z dniem 1 października 1938 został wyznaczony na stanowisko szefa Wydziału IIa Wywiadowczego Oddziału II Sztabu Głównego. Na stopień podpułkownika został awansowany ze starszeństwem z 19 marca 1939 i 62. lokatą w korpusie oficerów piechoty. We wrześniu 1939 pełnił służbę w Sztabie Naczelnego Wodza na stanowisku szefa Wydziału Wywiadowczego-zastępcy szefa Oddziału II.
Po klęsce wrześniowej przedostał się do Rumunii. Był inicjatorem i twórcą ekspozytury wywiadowczej Oddziału II Sztabu Naczelnego Wodza w Rumunii o kryptonimie „R”. Później, na skutek wprowadzenia nowej organizacji wywiadu, został mianowany szefem Ekspozytury „R”, był też drugim zastępcą Komendanta Bazy Łączności  Związku Walki Zbrojnej „Bolek” w Rumunii. W grudniu 1939 zaprzysiężono go jako żołnierza ZWZ. 1 czerwca 1940 został zwolniony ze stanowiska. Przez Bałkany przedostał się do Palestyny, gdzie został przydzielony do Ośrodka Zapasowego Samodzielnej Brygady Strzelców Karpackich. Początkowo pełnił obowiązki kierownika referatu wyszkolenia, a od grudnia 1940 szefa Oddziału III Sztabu. W listopadzie 1942 objął stanowisko dowódcy 3 karpackiego batalionu ciężkich karabinów maszynowych. W listopadzie 1943 został zastępcą dowódcy 2 Brygady Strzelców Karpackich (do lipca 1943). Od 1943 do 1945 zastępca szefa Oddziału II Informacyjno-Wywiadowczego Sztabu NW. Na pułkownika awansowany ze starszeństwem z 19 marca 1944.
Będąc na emigracji w Wielkiej Brytanii nadal należał do harcerstwa, był instruktorem w Komitecie ZHP w Londynie. W 1947 był członkiem Komisji Rewizyjnej, oraz członkiem Komisji Historycznej Instytutu J. Piłsudskiego w Londynie. Działając w Polskim Korpusie Przysposobienia i Rozmieszczenia poparł inicjatywę utworzenia organizacji charytatywnej dla polskich weteranów wojennych, inwalidów i osób starszych. 12 sierpnia 1948 powołano organizację charytatywną pod nazwą „Polskie Towarzystwo Mieszkaniowe” (ang. Polish Housing Society Ltd.), która przejęła budynki i teren po Polskim Obozie Przesiedleńczym miejscowości Penrhos w Walii. Po utworzeniu Towarzystwa Mieszkaniowego w Penrhose został wybrany jego pierwszym kierownikiem (lipiec 1949- styczeń 1950). Zmarł 22 stycznia 1952 w 4 Polskim Szpitalu w Iscoyd Park, w Walii i został pochowany na cmentarzu w Wrexham (kwatera, grób nr 10654).
Był żonaty z Janiną Boguszewską, która ukończyła warszawski Instytut dla Szlacheckich Panien, a przed ślubem pracowała jako nauczycielka w prywatnej szkole żeńskiej w Warszawie. Tadeusz i Janina mieli córkę Teresę Skinder-Suchcitz (1933–2022), historyczkę.

## Ordery i odznaczenia
- Krzyż Srebrny Orderu Virtuti Militari nr 4971 – 1921[36]
- Krzyż Niepodległości z Mieczami – 29 grudnia 1933 „za pracę w dziele odzyskania niepodległości”[37]
- Krzyż Kawalerski Orderu Odrodzenia Polski – 1937 „za zasługi w służbie ochrony pogranicza”[38]
- Krzyż Walecznych trzykrotnie[20]
- Medal Wojska czterokrotnie – 1946[2]
- Złoty Krzyż Zasługi – 1934 „za zasługi w służbie ochrony pogranicza”[39]
- Srebrny Krzyż Zasługi – 1928[40]
- Medal Pamiątkowy za Wojnę 1918–1921 – 1928[2]
- Medal Dziesięciolecia Odzyskanej Niepodległości – 1928[2]
- Krzyż Zasługi Wojsk Litwy Środkowej – 3 marca 1926[41]
- Srebrny Medal za Długoletnią Służbę[2]
- Brązowy Medal za Długoletnią Służbę[2]
- Znak Naukowy Oficerskiej Szkoły Topografów – 11 listopada 1936[42]
- brytyjski Defence Medal[2]
- brytyjski War Medal[2]